# Nam tok

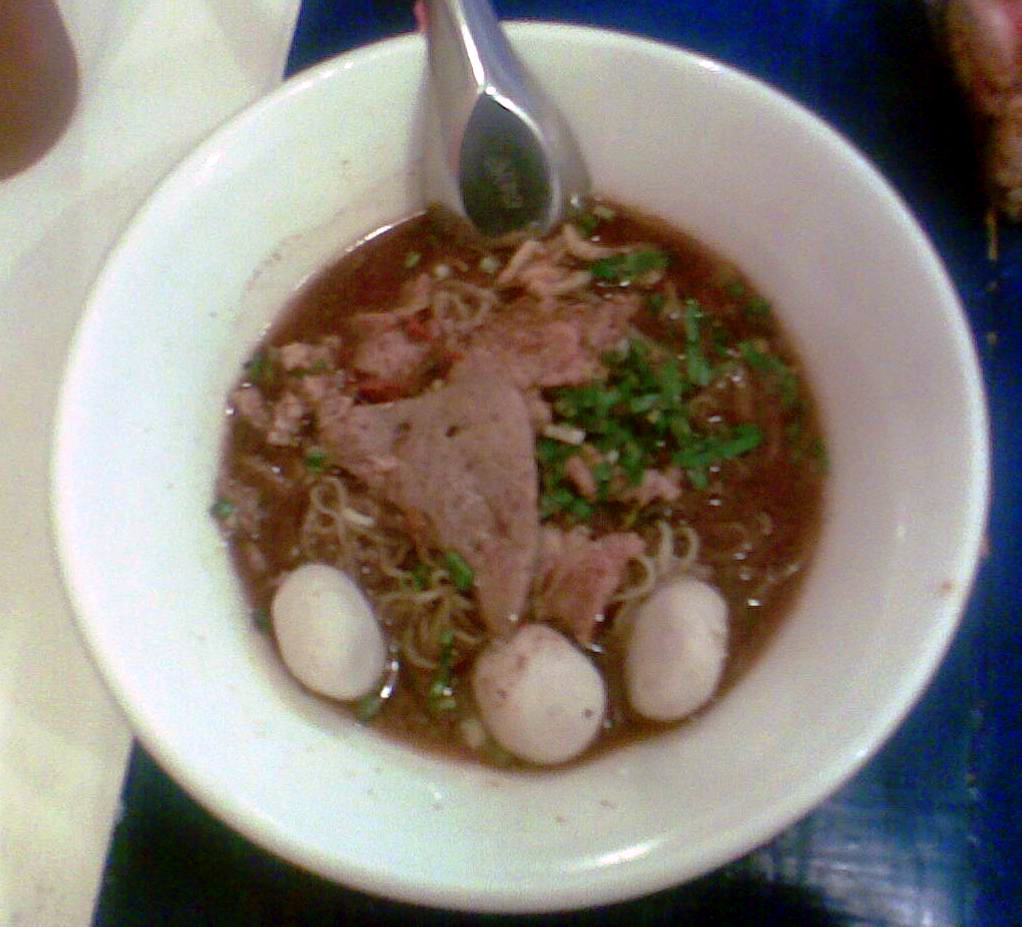
Bami nam tok, soupe rouge de nouilles à cause du sang cru ajouté, à Bangkok en Thaïlande.

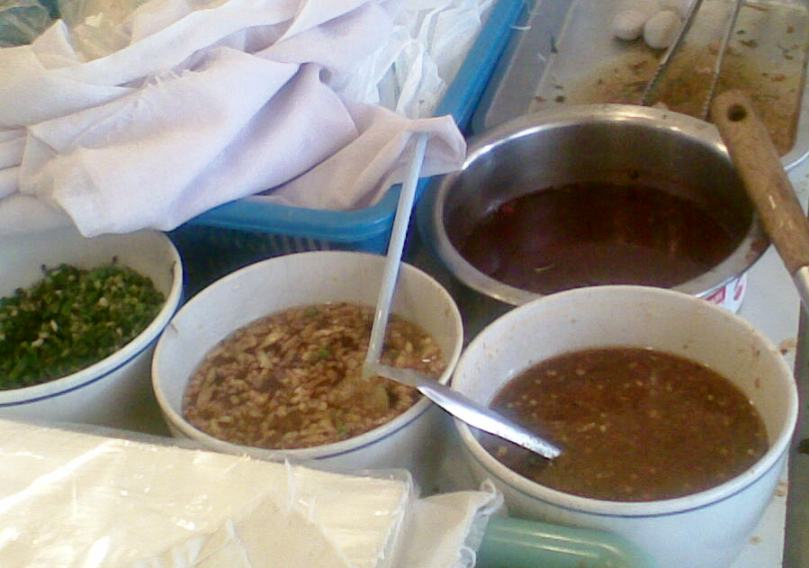
Les ingrédients de la soupe nam tok en Thaïlande. Le récipient en haut à gauche contient du sang de porc qui sera ajouté.

Le nam tok (en thaï : น้ำตก, transcription : nam tok, prononcé [ná:m tòk]) est soit une soupe, soit une salade de viande. En thaï, le terme signifie, selon le contexte, « pluie », « pleuvoir » ou « cascade ». La salade de viande fait aussi partie de la cuisine laotienne.
Le nam tok désigne deux préparations différentes :
- Au centre de la Thaïlande, le nam tok est avant tout un bouillon épicé enrichi avec du sang cru de bœuf ou de cochon. Le sang est souvent utilisé en Thaïlande pour enrichir les plats de nouilles ordinaires. Une des variantes les plus populaires de la soupe de nouilles nam tok est connue sous le nom kuai-tiao mu nam tok. Elle contient du bouillon, du sang, des nouilles, des pousses de soja, des morceaux de foie, du porc, des raviolis, des légumes verts et des épices. Ce type de soupe a un goût intense, riche et plaisant et est souvent servi par des vendeurs sur des stands dans la rue.

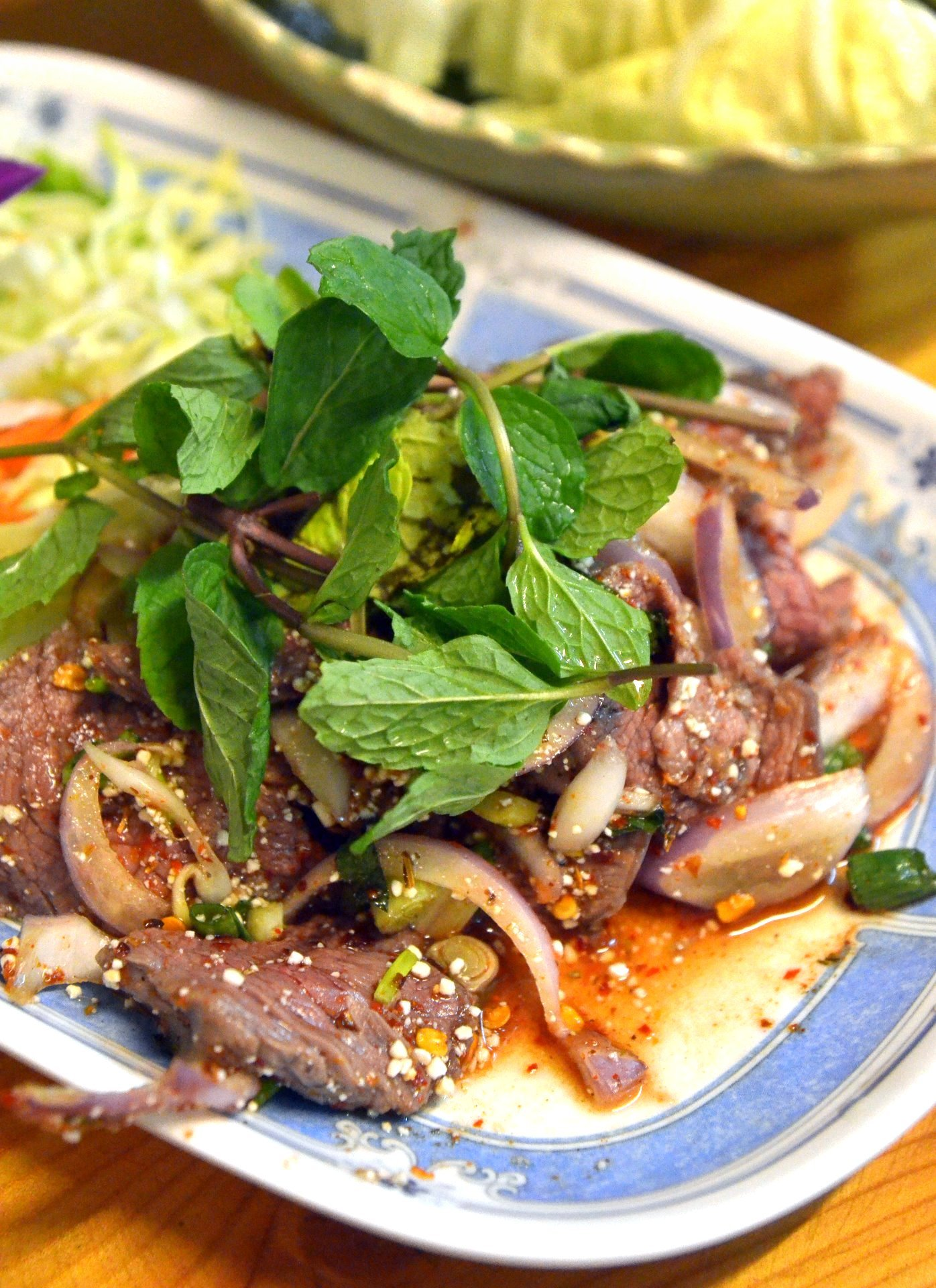
Nuea yang nam tok, bœuf émincé et grillé dans une sauce pimentée avec des échalotes et de la menthe.

- Le nam tok peut aussi désigner un plat de viande isan ou lao, proche du lap (larb). Ce plat est aussi connu en lao sous le nom ping sin nam tok (en lao : ປິ້ງຊິ້ນນ້ຳຕົກ ) et en thaï sous le nom nuea yang nam tok (en thaï : เนื้อย่างน้ำตก, « bœuf grillé de la chute d'eau ») ou mu nam tok (en thaï : หมูน้ำตก, « porc de la chute d'eau »), s'il est préparé avec du porc. Le nom de ce plat fait référence à la présence d'« eau » (de sang) dans la viande. L'assaisonnement de cette salade est constitué de riz grillé moulu, de piments séchés moulus, de sauce de poisson, de jus de lime, d'échalotes et de feuilles de menthe. Elle peut aussi contenir de la ciboule. Elle est traditionnellement mangée avec du riz gluant et accompagnée de légumes crus tels que le thua fak yao (en thaï : ถั่วฝักยาว, haricot kilomètre) and kalam pli (en thaï : กะหล่ำปลี, chou).